# Flavectomía

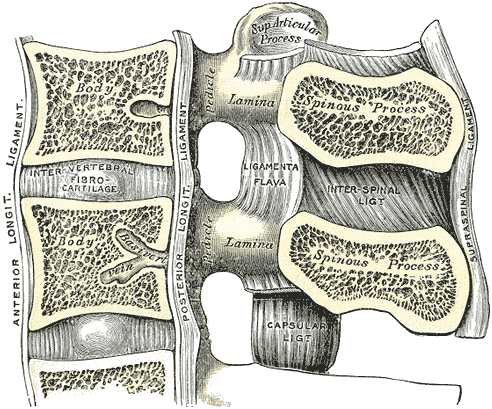
Sección sagital de dos vértebras lumbares y sus ligamentos. Puede observarse la lámina vertebral, el agujero de conjunción y el ligamento amarillo (ligamenta flava)

En medicina, se conoce como flavectomía a un procedimiento quirúrgico que consiste en la sección del ligamento amarillo, se utiliza en las intervenciones que se realizan para tratar procesos patológicos de la columna vertebral. El término procede de la denominación en latín del ligamento amarillo (ligamentun flavum) y el sufijo tomía que significa cortar.

## Ligamento amarillo
El ligamento amarillo une las porciones posteriores de los arcos vertebrales. Recibe su nombre por el color de sus fibras elásticas. Al converger en la línea media se convierte en el ligamento interespinoso.

## Flavectomía en el tratamiento de la hernia discal
En las intervenciones quirúrgicas para el tratamiento de la hernia de disco, se realiza generalmente un abordaje posterior mediante una incisión en la piel de la región lumbar de unos centímetros de longitud, constituyendo la flavectomía el paso previo para que el cirujano pueda acceder al disco intervertebral herniado y extirparlo. La extirpación del disco herniado se conoce como discectomía y puede acompañarse de la extracción de una pequeña cantidad de hueso de la lámina vertebral (laminotomía).